# シュウェボ
シュウェボ（ရွှေဘိုမြို့ 、Shwebo） は、ミャンマー中部ザガイン地方域の古都で、マンダレーの北西110km、エーヤワディー川とムー川の間に位置する。 1752年にアラウンパヤー王によって設立されたコンバウン王朝の起源となった都市で、18世紀半ば以降のビルマの政治勢力を支配していた。1752年から1760年まではアラウンパヤー王の首都として機能していた。

## 歴史
1752年までは、シュウェボは約300軒の家々のMoksoboと呼ばれる村であった。それは、古代ピューの都市国家ハンリンのサイトの近くであった。アウン・ゼヤはアラウンパヤーという王位を得て、周囲の46の村の忠誠を得て、Moksoboの周りに堀をほり、城壁を作って防衛線を作った。その後8年間、アラウンパヤーはシュウェボを首都としたビルマ統一を主導した。

## 気候
シュウェボにおいて2011年10月19日に4.37インチ（111mm）の大雨があった。それは過去48年間の10月の24時間以内の降雨量の記録を更新した。前回の記録は1993年10月24日の3.84インチ(98mm)。

## 交通
シュウェボはミャンマーの鉄道のマンダレー・ミッチーナ間の鉄道の沿線にある。マンダレーおよびモンユワからの道路もあり、ピックアップトラックやバスも多い。ヤンゴンからシュウェボへの高速高速バスもある。シュウェボは、マンダレー・ミッチーナ間の高速道路の途中に位置している。

## 経済
モンユワと同様、ムー川とエーヤワディー川の間にある周辺平野の農産物、特に豆、米、ゴマなどの貿易拠点となっている。また、シュウェボと言う名前は、「タナカ」の産地としても名高い。
シュウェボの主要な観光スポットは、観光客は少なく、施設も非常に限られているものの、数多くの仏教寺院と、アラウンパヤの宮殿（パレス）である。街は古い堀に囲まれている箇所もある。
少し足を延ばせば、古代ピュー都市群の一つであるハンリン（Hanlin）を訪れることができる。ハンリンはシュウェボから車で1時間。古代ピュー都市群は、ユネスコ世界遺産の一つである。
暑季、シュウェボに住む人々は、シュウェタザ仏像を持って町を回ると雨が降ってくると信じている。
シュウェボの近隣には、高温乾燥地帯の気候の特性を利用した焼き物工場などの村もある。（Kyauk Myaung）

## 教育
シュウェボには5つのBEHSがあり、町にはシュウェボ大学とシュウェボ政府技術専門学校がある。政府技術専門学校は2007年1月20日に設立された。

## ギャラリー

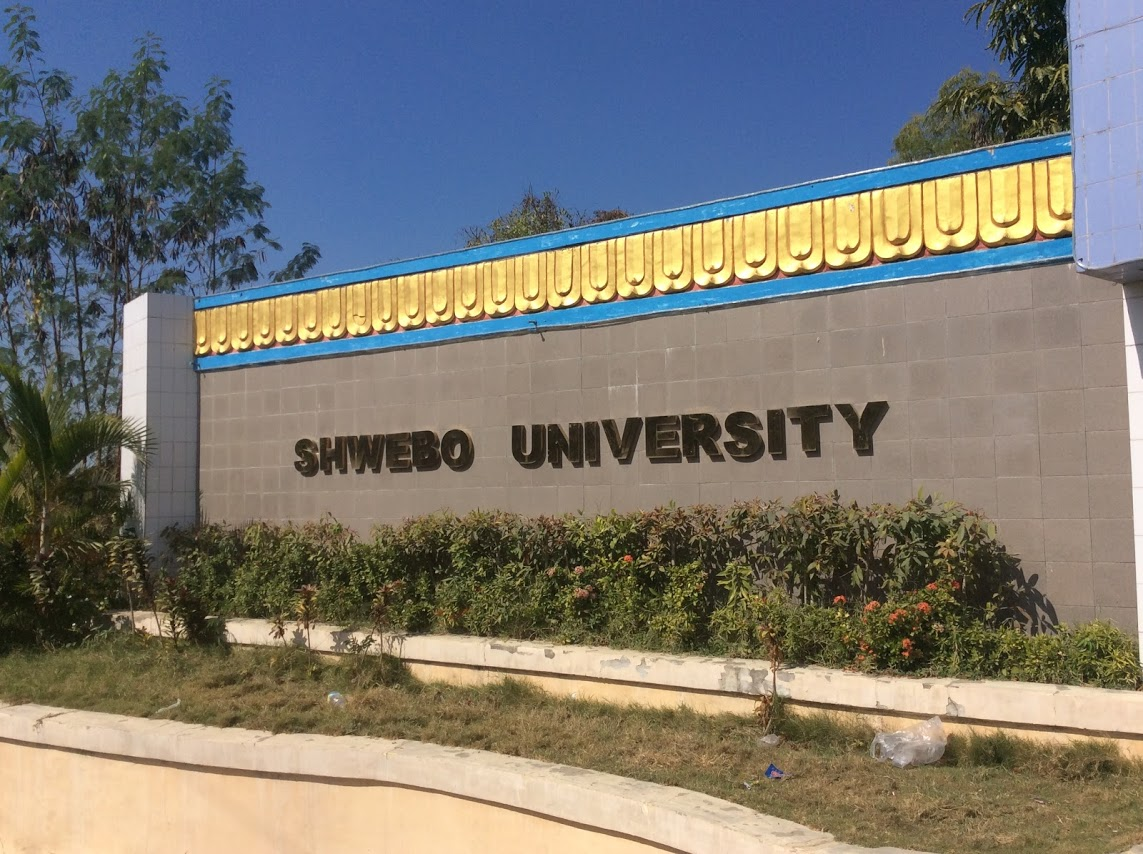
Shwebo University